# جماع الأموات
جماع الأموات أو النيكروفيليا هو انجذاب جنسي أو فعل جنسي إلى الجثث. يصنف الانجذاب على أنه أحد أنواع الشذوذ الجنسي تبعاً للدليل التشخيصي والإحصائي للاضطرابات النفسية الصادر عن الجمعية الأمريكية للأطباء النفسيين.
قام الباحثان روزمان وريزنك (1989) بمراجعة معلومات من 34 حالة لجماع الأموات وقد ظهر بأن دوافع هذا السلوك كالتالي: الحصول على شريك غير قادر على الرفض أو المقاومة (68%)، الاتحاد والتواصل مع شريك جنسي سابق (21%)، الانجذاب الجنسي نحو الجثث (15%)، الراحة أو التغلب على الشعور بالانطواء والانعزالية (15%)، الرفع من تقدير الذات عبر التحكم بضحايا كانوا قد قُتلوا (12%).

## تاريخ
يُلاحظ وقوع جماع الأموات عبر التاريخ البشري. تشير المكتوبات التاريخية لوجود النيكروفيليا في تاريخ مصر القديمة. ويذكر المؤرخ الإغريقي هيرودوت في كتاب «تاريخ هيرودوتس» بأن المصريين القدامى
كانوا يتركون النساء الجميلات متوفيات لعدة أيام قبل تحنيطهن لمنع تكرار وقوع حالة قام فيها المحنط بالجماع مع جثة امرأة كانت قد توفيت حديثاً.
وفقاً لما جاء في التلمود البابلي، فإن هيرودس الأول ملك يهودا كان قد رغب فتاة عذراء، وبعد ما انتحرت لتفادي الزواج منه، قام بحفظ جسدها في العسل لمدة سبع سنوات. يقول البعض أنه حنّطها ليجامعها، وبالمقابل يقول آخرون أنه لم يجامعها. لم يذكر المؤرخ اليهودي الروماني يوسيفوس فلافيوس الذي تعد أعماله المصدر الرئيسي لحياة هيرودس أي جماع للأموات من جانبه.
اكتشفت بقايا فخارية تعود لحضارة الموشي تصوّر أشكالاً لهياكل عظمية وهي تجامع بشراً أحياء.
عُرف عن الفارس الفرنسي غيل دي ريز اعتدائه الجنسي على جثث ضحاياه.
في مثال حديث، جيفري دامر كان قاتل متسلسل يعاني من النيكروفيليا. من أجل أن يشعر بالإثارة كان يقتل ضحاياه قبل أن يمارس الجنس معهم. قال دامر بأنه كان يقتل ضحاياه فقط لأنهم أرادوا الرحيل بعد ممارسة الجنس غاضبين منه بسبب تخديره لهم. حالة دامر تتوافق مع الرغبة في «الحصول على شريك غير قادر على الرفض أو المقاومة» وفقاً لدراسة أجراها روزمان وريزنك.

### الحروب والصراعات
وقعت حوادث لاغتصاب الثوار جثثاً لنساء في الصراع بين ثوار توباك أمارو الثاني وقوات المستعمر الإسباني خلال القرن الثامن عشر في البيرو.
قامت قوات عسكرية مشاركة في الحرب الروسية العثمانية خلال القرن التاسع عشر بالاعتداء جنسياً على جثث لموتى.
وقعت خلال حروب الريف بالمغرب في أوائل القرن العشرين حوداث لجماع الجثث كان قد ارتكبتها بعض الجنود.
قُتِلَ رجل صيني خلال وقائع مذبحة نانجنغ، بعد رفضه لممارسة الجنس مع جثة لامرأة ميتة.
أفادت التقارير عن وقوع حالات لاغتصاب جثث القتلى في الإبادة الجماعية الرواندية.

## الناحية الدينية
ذكرت تقارير بأن رسومات تمثل النيكروفيليا وجدت معروضة على بعض آثار حضارة الموشي. وذكرت أيضاً بأنها اعتبرت طريقة من طرق التواصل مع الموتى.

## البحوث العلمية

### في الحيوانات

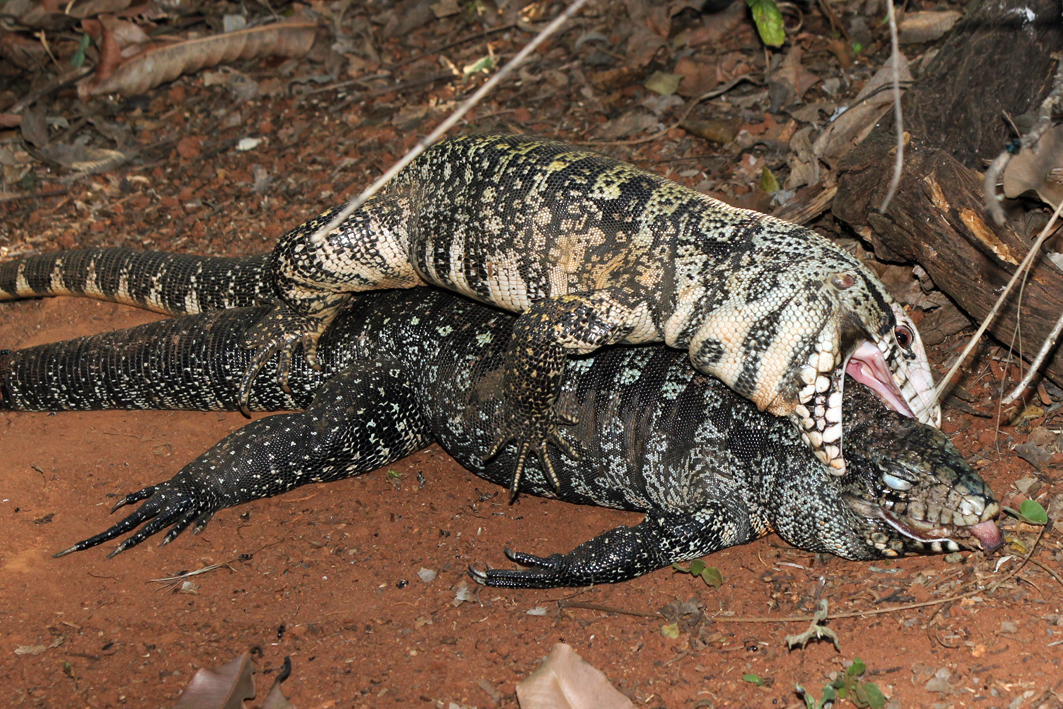
ذكر سحلية من نوع تيجو الأرجنتينية ذات اللون الأبيض والأسود ممتطياً على أنثى كانت قد ماتت منذ يومين ويحاول التزاوج معها - صورة التقطها إيفان سازيما.

كانت ظاهرة جماع الأموات قد رُصِدت في كل من الثدييات والطيور والزواحف والضفادع. وصف روبرت ديكرمان عام 1960 جماع الأموات عند المرموطاويات. وتمارس أنواع محددة من العنكبوتيات والحشرات أكل المثيل الجنسي، أي تقوم الإناث بالتهام الذكر أثناء تزاوجها معه أو قبل ذلك أو بعد وقوع التزاوج.

## القانونية

### مصر
تعاقب المادة(١٦٠) من قانون العقوبات رقم ٥٨ لسنة ١٩٣٧ بالحبس وبغرامة لا تقل عن مائة جنيه ولا تزيد على خمسمائة جنيه أو بإحدى هاتين العقوبتين: ......  ثالثاً - كل من انتهك حرمة القبور أو الجبانات أو دنسها. وتكون العقوبة السجن الذي لا تزيد مدته على خمس سنوات إذا ارتكبت أي منها تنفيذاً لغرض إرهابي.

### الإمارات العربية المتحدة
تعاقب المادة 365 من مرسوم بقانون الجرائم والعقوبات الاتحادي رقم  31 لسنة 2021 بالحبس مدة لا تزيد على سنة أو بالغرامة التي لا تزيد على (10,000) عشرة آلاف درهم كل من انتهك أو دنس حرمة مكان معد لدفن الموتى أو لحفظ رفاتهم أو انتهك حرمة جثة أو رفات آدمي أو دنسها مع علمه بدلالة فعله.

### السويد
تنص الفقرتان رقم 16 و 10 من قانون العقوبات السويدي على تجريم مجامعة الأموات، دون ذكره صراحةً. تقع مجامعة الأموات ضمن مجموعة التشريعات لمنع هتك حرمة الجثث أو القبور (بالسويدية: brott mot griftefrid). وقد تنطوي على السجن لمدة تصل إلى السنتين. هناك حالة واحدة مُسجّلة لشخص أُدين بمجامعة الأموات. وحُكِمَ عليه بالخضوع لعلاج وإشراف نفسي على فعلته هذه ولارتكابه لجرائم أخرى كان منها قيامه بإشعال حريق بصورة متعمدة.

### البرازيل
تنص المادة 212 من قانون العقوبات البرازيلي (قانون اتحادي رقم 2.848) على الآتي:
المادة 212 - الإساءة لجيفة أو لرفاتها:
العقوبة: الحبس من سنة واحدة حتى 3 سنوات، فضلاً عن غرامة.
قد يُدان من يمارس الجنس مع جثة بجرم بموجب الفقرة أعلاه، رغم عدم ذكر ممارسة الجنس مع جثة صراحةً في القانون.

### نيوزيلندا
يعد «سوء التصرف فيما يخص الرفات البشري» جريمةً، وذلك بموجب الفقرة رقم 150 من قانون الجرائم النيوزيلندي لعام 1961. يُفصّل البند (b) انطباق ذلك في حالة تعرض أو إهانة الفرد و«بصورة غير لائقة أو مخلّة بالآداب لأي جسد بشري ميّت أو رُفاته، سواء أكانت مدفونةً أم لم تكن كذلك». وعليه ينطبق نص القانون السابق لحالة المجامعة الجنسية للجثث ما ينطوي عليه السجن المحتمل لمدة سنتين.

### الهند
تنص الفقرة رقم 297 من قانون العقوبات الهندي بعنوان «إنتهاك أماكن الدفن إلخ.» على الآتي:
أي من ينوي على جرح مشاعر أو إهانة دين أي شخص أو بمعرفة أن مشاعر أي شخص ستُجرح على الأرجح، أو أن دين أي شخص سيُهان على الأرجح بذاك، [أو] يرتكب أية انتهاكاتٍ في أي مكان عبادة أو أي مكان لتمثال أو أي مكان خُصص لتأدية الجنازات أو لحفظ رفات الموتى أو يُظهر أية إهانة لجثة أي إنسان أو يسبب إزعاجاً لأي أشخاص مجتمعين لأداء المراسم الجنائزية، سيعاقب بالسجن بكلا الوصفين لسنة واحدة أو بغرامة أو بكليهما.
قد يُدان الشخص بممارسة الجنس مع جثة تبعاً لما ورد في القسم رغم عدم ذكر ممارسة الجنس مع جثة في القانون أعلاه. كما قد يُستشهد بالفقرة رقم 377 من قانون العقوبات الهندي.

### جنوب أفريقيا
تنص الفقرة رقم 14 من تعديل القانون الجنائي (الجرائم الجنسية والقضايا المتعلقة) لعام 2007 على حظر ارتكاب فعل جنسي مع جثة.

### المملكة المتحدة
جُعِل الجماع الجنسي مع جثة غير قانونياً تبعاً لما جاء في قانون الجرائم الجنسية لعام 2003. يُعرّف هذا لما يوصف أنه «تعرّض جنسي لجثة بشرية»، كما ويُضاف إليه أي مشاهد حقيقية. وفقاً لقانون العدالة الجنائية والهجرة لعام 2008 فإنه من غير القانوني حيازة أشكال تصوير إلكترونية وغيرها من أشكال التصوير الواقعية أو الحقيقية لتعرّض جنسي لجثة بشرية.

### الولايات المتحدة
لا يوجد قانون على المستوى الفيدرالي يمنع ارتكاب فعل جنسي على الجثث. لكن الكثير من الولايات الأمريكية لها قوانينها الخاصة بهذا الشأن.